# Oxycnemis acuna
Oxycnemis acuna là một loài bướm đêm thuộc họ Noctuidae. Nó được tìm thấy ở Bắc Mỹ, bao gồm Arizona và Texas.
Sải cánh dài khoảng 17 mm.